# 葵あずさ
葵 あずさ（あおい あずさ、1999年12月31日 - ）は、日本の女性声優。大阪府出身。賢プロダクション所属。

## 略歴
幼少期に見ていたテレビアニメ『魔法陣グルグル』から「魔法使いになりたい！」と思ったことがきっかけで声優業を志す。
事務所に所属するためのオーディションを受けつつ、大阪の養成所に4年間通っていた。スクールデュオ21期生を経て、2021年4月より賢プロダクションにて預かり所属となった。
2024年放送のテレビアニメ『リンカイ!』の平塚ナナ役が初のオーディションで本格的に役名のあるキャラクターを演じる作品となった。

## 人物
役柄としては不器用な子が得意だと感じており、自分自身が不器用な性格なため、そういったところが似ているキャラクターは気持ちが理解しやすく演じやすいと語る。今まで担当していたキャラクターもちびっ子だったり、クールな子だったり、優しい子だったり、タイプはさまざまだが、「共通して不器用なことが多いなぁ」と感じていたという。
父親は元競輪選手の多田司（2024年1月引退）。女子競輪を舞台にしたアニメ『リンカイ！』の収録にあたっては、父親から現役時代に体験したレース中の心構えや雰囲気などのアドバイスを受け、それを出演者同士で情報共有して演技の参考にした。
特技はイラスト、料理。趣味はウクレレ、ニワトリグッズ集め。
調理師免許、サービス接遇検定準1級を持つ。

## 出演
太字はメインキャラクター。

### テレビアニメ
2023年
- デッドマウント・デスプレイ（バニー） - 2シリーズ
- カミエラビ
- ドラえもん（テレビ朝日版第2期）（女子学生）
- 呪術廻戦（ふみ）

2024年
- クレヨンしんちゃん（お姉さん）
- リンカイ!（平塚ナナ）
- 先輩はおとこのこ（羽川楓）
- ぷにるはかわいいスライム（2024年 - 2025年、子ども、ルンルダンスの観客） - 2シリーズ

2025年
- メダリスト（生徒、母、アナウンサー、生徒）
- プリンセッション・オーケストラ（空野みなも / プリンセス・リップル）
- 忍たま乱太郎（町娘）
- スライム倒して300年、知らないうちにレベルMAXになってました ～そのに～（男子生徒C）
- ゴリラの神から加護された令嬢は王立騎士団で可愛がられる（女子生徒）
- ヴィジランテ-僕のヒーローアカデミア ILLEGALS-（エニグマ）

### 劇場アニメ
- 映画 先輩はおとこのこ あめのち晴れ（2025年、羽川楓[12]）

### Webアニメ
- ドラゴン娘になりたくないっ!（2023年 - 、熊田すず[13]）

### ゲーム
- アリスフィクション（2022年、ガレノス[14]）
- 魔法少女ノ魔女裁判（2025年、夏目アンアン[15]）
- けものフレンズ3（2025年、マサイライオン[16]）

### ドラマCD
- 落ちこぼれαとエリートΩ（2022年、居村麻里子[17]）
- オンラインゲーム仲間とサシオフしたら職場の鬼上司が来た（2022年、女性社員）

### 吹き替え

#### ドラマ
- サーキット・ブレーカー

#### アニメ
- 攻略うぉんてっど!〜異世界救います!?〜（エルフ(男)）

### 映画
- その声のあなたへ（武田結花）

### 舞台
- 「恐怖コレクター」（2023年5月13日 - 21日、草月ホール） - 声の出演[18]

### 朗読劇
- 朗読音楽活劇「ロミオとジュリエットの真実」（2023年1月7日・8日、神戸ラピスホール） - ジュリエット 役[19]
- 季節の朗読シリーズ#3「Winter horror【静寂】」（2023年1月14日、品川インターシティホール）[20]
- 「刹那の少女」（2023年6月11日、アニメイトシアター）[21]

### その他コンテンツ
- 直木賞作家×YOASOBI『はじめての』プロジェクトPV（2022年）[22]
- Project COLD（2022年、学生）

## ディスコグラフィ

### キャラクターソング
| 発売日        | 商品名                                      | 歌 | 楽曲                         | 備考                                                             |
| ------------- | ------------------------------------------- | --- | ---------------------------- | ---------------------------------------------------------------- |
| 2024年5月22日 | Override!                                   | 伊東泉（川村海乃）、平塚ナナ（葵あずさ）、弥彦巫子（長谷川玲奈）、那古屋紗智（北守さいか）、高松絹早（杉山里穂）、熊本愛（日向未南） | 「Override!」                | テレビアニメ『リンカイ!』エンディングテーマ                      |
| 2024年5月22日 | Override!                                   | 伊東泉（川村海乃）、平塚ナナ（葵あずさ）                                                                                             | 「キミにDeclaration」        | テレビアニメ『リンカイ!』関連曲                                  |
| 2025年4月23日 | ゼッタイ歌姫宣言ッ！/君とつなぐオーケストラ | オルケリア | 「ゼッタイ歌姫宣言ッ！」     | テレビアニメ『プリンセッション・オーケストラ』オープニングテーマ |
| 2025年4月23日 | ゼッタイ歌姫宣言ッ！/君とつなぐオーケストラ | オルケリア | 「君とつなぐオーケストラ」   | テレビアニメ『プリンセッション・オーケストラ』エンディングテーマ |
| 2025年6月4日  | イノセントコール                            | プリンセス・リップル（葵あずさ） | 「イノセントコール」         | テレビアニメ『プリンセッション・オーケストラ』挿入歌             |
| 2025年6月4日  | イノセントコール                            | 空野みなも（葵あずさ） | 「Happy ラッピング！」       | テレビアニメ『プリンセッション・オーケストラ』関連曲             |
| 2025年9月17日 | ファイト・マイト・ミー！                    | プリンセス・リップル（葵あずさ） | 「ファイト・マイト・ミー！」 | テレビアニメ『プリンセッション・オーケストラ』挿入歌             |
| 2025年9月17日 | ファイト・マイト・ミー！                    | 空野みなも（葵あずさ） | 「キミだからいいんだ！」     | テレビアニメ『プリンセッション・オーケストラ』関連曲             |